# سپیده (خواننده)
سپیده افشار (زادهٔ ۲۴ دی ۱۳۵۴ در اصفهان) معروف به سپیده؛ خواننده ایرانی موسیقی پاپ است که در اصفهان متولد شد و در انتهای دهه ۱۹۸۰ به واشینگتن آمریکا مهاجرت کرد. وی به زبان‌های فارسی، انگلیسی، ارمنی، عربی، ترکی و کردی آهنگ خوانده است.

## زندگی‌نامه
وی زادهٔ ۲۴ دی ۱۳۵۴ در اصفهان از پدری کُرد اهل کرمانشاه و مادری از گرجی‌های ایران است. او در حال حاضر در رشته موسیقی فعالیت می‌کند و در شهر لس‌آنجلس در ایالت کالیفرنیا در آمریکا زندگی می‌کند.
سپیده در مصاحبه‌های با بهزاد بلور از بی‌بی‌سی فارسی، گفت که به ورزش بوکس تایلندی می‌پردازد، به موسیقی راک و هارد راک علاقه دارد و از علاقه‌مندان کارهای لینکین پارک، اوانسنس، آزی آزبورن، متالیکا و رامشتاین است.
بعد از فوت مهستی در سال ۱۳۸۶، وی جز ۴ خواننده خانم ایرانی بود که به همراه هنگامه و لیلا فروهر و هلن، به درخواست شبکه تپش، برای ساخت آهنگی برای یادبود مهستی دعوت شد. الگوی سپیده گوگوش بوده است
او همچنین یکی از اعضاء و خواننده اصلی گروه سیلوئت بود.

## آلبوم‌ها
- دختری توی آینه (۲۰۰۴/۱۳۸۳)
- بی‌پروا (۲۰۰۷/۱۳۸۶)

## تک ترانه
| نام ترانه       | ترانه‌سرا       | آهنگساز       | تنظیم         | سال  |
| --------------- | -------------- | ------------- | ------------- | ---- |
| دیوانه شدم      | مقبل           | جلیل زلاند    | شوبرت آواکیان | ۲۰۰۸ |
| شوق پروانگی     | پویان مقدسی    | شوبرت آواکیان | شوبرت آواکیان | ۲۰۱۰ |
| نازنین          | بابک روزبه     | شوبرت آواکیان | شوبرت آواکیان | ۲۰۱۱ |
| نیمکت           | فرخ مهدی‌پور    | شوبرت آواکیان | شوبرت آواکیان | ۲۰۱۱ |
| بهار (بازخوانی) | محمد حیدری     | محمد حیدری    | شوبرت آواکیان | ۲۰۱۲ |
| دستای تو        | پگاه جانباز    | شوبرت آواکیان | شوبرت آواکیان | ۲۰۱۳ |
| ۳۶۵             | بابک روزبه     | شوبرت آواکیان | شوبرت آواکیان | ۲۰۱۳ |
| مدارا می‌کنم     | پگاه جانباز    | شوبرت آواکیان | شوبرت آواکیان | ۲۰۱۳ |
| زندگی خوبه      | امین بامشاد    | شوبرت آواکیان | شوبرت آواکیان | ۲۰۱۴ |
| Zepyuri Nman    |                | شوبرت آواکیان | شوبرت آواکیان | ۲۰۱۴ |
| لبخند مصنوعی    | فرخ مهدی‌پور    | شوبرت آواکیان | شوبرت آواکیان | ۲۰۱۵ |
| نازدار (کُردی)   | محلی کردی      | محلی کردی     | شوبرت آواکیان | ۲۰۱۵ |
| شرط بوسه        | المیرا سفرزاده | شوبرت آواکیان | شوبرت آواکیان | ۲۰۱۵ |
| فاصله           | بابک روزبه     | شوبرت آواکیان | شوبرت آواکیان | ۲۰۱۶ |
| می‌میرم          | هما میرافشار   | افغانی        | شوبرت آواکیان | ۲۰۱۶ |
| کابوکی          | محلی           | شوبرت آواکیان | شوبرت آواکیان | ۲۰۱۹ |
| عشق             | بابک روزبه     | شوبرت آواکیان | شوبرت آواکیان | ۲۰۲۱ |
| چشمات           | فرید هدایت     | شوبرت آواکیان | شوبرت آواکیان | ۲۰۲۲ |
| آریایی          | M.F.N          | شوبرت آواکیان | شوبرت آواکیان | ۲۰۲۳ |
| چقدر خوبه       | مینا نوروزیان  | شوبرت آواکیان | شوبرت آواکیان | ۲۰۲۳ |